# Princess Jones
Princess Jones er en amerikansk stumfilm fra 1921 af Gustav von Seyffertitz.

## Medvirkende
- Alice Calhoun som Princess Jones
- Vincent Coleman som Arthur Forbes
- Helen Dubois som Matilda Cotton
- Robert Lee Keeling som Roger Arlington
- Robert Gaillard som Carey
- Joseph Burke som Jed Bramson
- Sadie Mullen som Tessa